# 浍河二水库
浍河二水库是中国山西省临汾市侯马市境内的一座水库，位于浍河上，建于1976年。水库正常库容为465万立方米，集雨面积为527平方千米，海拔为503.5米。